# 聖薩爾瓦多蒙多縣
聖薩爾瓦多蒙多縣是西非島國佛得角的22個縣之一，位於背風群島的聖地亞哥島，首府設於皮庫斯，面積31平方公里，在2005年7月19日成立前是聖卡塔琳娜縣的一部分，2010年人口10,950。
15°05′N 23°38′W / 15.083°N 23.633°W